# Augen auf
Augen auf – pierwszy singiel rapera Sido promujący jego trzeci solowy album Ich und meine Maske.

## Augen Auf
1. Augen Auf 3:50
2. Halt dein Maul (flashgordon remix) 3:31
3. Augen Auf (swing remix) 3:51
4. Augen Auf (instumental) 3:50